# 古口美範
古口 美範（こぐち よしのり、1969年2月2日 - ）は栃木県上三川町出身の全日本プロドリフト選手権（D1グランプリ）に参戦していたレーサー、及びチューニングショップ「KOGUCHI POWER」代表。愛称は「帝王古口」。

## 来歴
サンプロス主催の「いかす走り屋チーム天国（いか天）」に、熊久保信重や平岡英郎らとともにK-STYLE with Rapidとして参戦。第38回東北大会で個人戦優勝を果たし、さらに同チームの団体優勝にも貢献した。
D1グランプリ（D1GP）には初年度から参戦しており、当初はトレードマークの日産・180SX（RPS13）を使用していた。参戦初期の前評判は高かったが、その期待とは裏腹に結果が出ず、2003年以降はスランプに陥った。2004年はHPIワークスから日産・シルビア（S15）で参戦し、第2戦のスポーツランドSUGO戦では追走に進出するが、その後は低迷し、何度かの予選通過のみでノーポイントに終わった。また、D1ストリートリーガル（D1SL）にもファルケンカラーのトヨタ・チェイサー（JZX100）で参戦した。
2006年はD1GPとD1SL両方に、D1SL仕様のチェイサーで参戦。この年は復調し、D1SLでは第5戦のエビスサーキット南コース戦で多くのシード選手を倒し、決勝戦は植尾勝浩のミスに助けられた形になったものの、自身初優勝を飾り「帝王」の復活をアピールした（ファルケンタイヤ勢の初勝利でもある）。
一方で、D1GPではスペックで劣るD1SL仕様のマシンでは戦えないと感じ、翌2007年のD1GPは2003年まで使用していた180SXで参戦。第2戦富士では久し振りにポイントを獲得し、同じく富士で行われた最終戦では初のD1GP決勝進出を果たし、末永正雄に敗れたものの準優勝を飾った。
2008年シーズンはファルケンの撤退でタイヤメーカーをダンロップに変更。第2戦富士において、グランプリ初優勝を飾った。
2011年には第6戦エビスで自身2勝目をあげる。
2012年は、2011年まで今村陽一が在籍していたチームBOSSから参戦。マシンはシルビア(S15)。タイヤは5年ぶりにシリーズに復帰したファルケンタイヤを履く。
2013年もチームBOSSで参戦、カラーリングはエンドレスカラーに変更された。初開催となる開幕戦舞洲では自身3勝目を記録し、またファルケンタイヤのグランプリ初優勝を決めた。
2014年は参戦を休止したが、2015年はDroo-Pから参戦した。マシンはトヨタ・86となった。
2016年も引き続き86で参戦。2017年以降はD1にエントリーしていない。
2023年は審査員としてD1GPに参加している。

## 人物
- 速さと角度を追求したドリフトと、それに拘る頑なな姿勢で「帝王」と呼ばれる[3][4]。

- いかす走り屋チーム天国時代から180SXを主に使用しており、トレードマークとなっている。2000年代前半からエンジン搭載位置の後退によるフロントミッドシップ化やインタークーラーの水平マウント化などの先進的な改造手法を取り入れ、17インチ・18インチの大径タイヤ・ホイールで足元を飾るなど、マシンメイクへのこだわりも強い[4][5]。

- 全日本学生ドリフト王座決定戦の審査員を務めている。

- ニスモフェスティバルの周回レースで、レーシングドライバーの山田英二に勝利したことがある[要出典]。

- ニスモ製LSD開発の際、ニスモへ直接に開発参加を直訴し、その熱意が認められ、開発スタッフの一人として名を連ねている[要出典]。